# Mistrzostwa Świata w Lekkoatletyce 1995 – pchnięcie kulą mężczyzn
Pchnięcie kulą mężczyzn – jedna z konkurencji rozgrywanych podczas mistrzostw świata w lekkoatletyce w 1995. Kwalifikacje odbyły się 8 sierpnia, a finał został rozegrany 9 sierpnia.
Do kwalifikacji zgłoszonych zostało 32 zawodników z 21 państw.
Zawody w tej konkurencji wygrał reprezentant Stanów Zjednoczonych John Godina. Drugą pozycję zajął zawodnik z Finlandii Mika Halvari, trzecią zaś reprezentujący kraj triumfatora Randy Barnes.

## Wyniki

### Kwalifikacje
Grupa A
| Miejsce | Zawodnik           | Państwo            | Podejście | Podejście | Podejście | Wynik | Uwagi |
| Miejsce | Zawodnik           | Państwo            | #1        | #2        | #3        | Wynik | Uwagi |
| ------- | ------------------ | ------------------ | --------- | --------- | --------- | ----- | ----- |
| 1.      | Mika Halvari       | Finlandia          | X         | 19,36     | 20,40     | 20,40 |       |
| 2.      | Brent Noon         | Stany Zjednoczone  | 18,97     | 17,48     | 19,84     | 19,84 |       |
| 3.      | Roman Wirastiuk    | Ukraina            | 19,74     | 19,41     | X         | 19,74 |       |
| 4.      | Ołeksandr Kłymenko | Ukraina            | 19,08     | 19,22     | –         | 19,22 |       |
| 5.      | Saulius Kleiza     | Litwa              | 18,99     | X         | X         | 18,99 |       |
| 6.      | Georg Andersen     | Norwegia           | X         | 18,77     | 18,84     | 18,84 |       |
| 7.      | Arsi Harju         | Finlandia          | 18,68     | 18,71     | 18,79     | 18,79 |       |
| 8.      | Alessandro Andrei  | Włochy             | 18,71     | 18,74     | 18,47     | 18,74 |       |
| 9.      | Kent Larsson       | Szwecja            | 18,20     | 18,73     | –         | 18,73 |       |
| 10.     | Yojer Medina       | Wenezuela          | 18,58     | 18,37     | 18,28     | 18,58 |       |
| 11.     | Thorsten Herbrand  | Niemcy             | X         | 18,28     | 18,30     | 18,30 |       |
| 12.     | Mark Proctor       | Wielka Brytania    | 18,08     | 17,57     | 17,42     | 18,08 |       |
| 13.     | Corrado Fantini    | Włochy             | X         | 17,89     | X         | 17,89 |       |
| 14.     | Miroslav Menc      | Czechy             | 17,54     | X         | 17,50     | 17,54 |       |
| 15.     | Oakland Salavea    | Samoa Amerykańskie | 12,80     | X         | X         | 12,80 |       |
| –       | Pétur Guðmundsson  | Islandia           | DNS       | DNS       | DNS       | DNS   |       |

Grupa B
| Miejsce | Zawodnik            | Państwo           | Podejście | Podejście | Podejście | Wynik | Uwagi |
| Miejsce | Zawodnik            | Państwo           | #1        | #2        | #3        | Wynik | Uwagi |
| ------- | ------------------- | ----------------- | --------- | --------- | --------- | ----- | ----- |
| 1.      | Randy Barnes        | Stany Zjednoczone | 19,50     | 21,30     | –         | 21,30 |       |
| 2.      | Ołeksandr Bahacz    | Ukraina           | 20,62     | –         | –         | 20,62 |       |
| 3.      | John Godina         | Stany Zjednoczone | 19,99     | –         | –         | 19,99 |       |
| 4.      | Oliver-Sven Buder   | Niemcy            | 19,91     | –         | –         | 19,91 |       |
| 5.      | Markus Koistinen    | Finlandia         | 19,88     | –         | –         | 19,88 |       |
| 6.      | Paolo Dal Soglio    | Włochy            | 18,81     | X         | 19,47     | 19,47 |       |
| 7.      | Bilal Saad Mubarak  | Katar             | 17,86     | 18,47     | 19,01     | 19,01 |       |
| 8.      | Dźmitry Hanczaruk   | Białoruś          | X         | 19,00     | X         | 19,00 |       |
| 9.      | Jonny Reinhardt     | Niemcy            | 18,89     | 18,80     | 18,89     | 18,89 |       |
| 10.     | Siergiej Rubcow     | Kazachstan        | X         | X         | 18,81     | 18,81 |       |
| 11.     | Manuel Martínez     | Hiszpania         | 18,45     | X         | 18,50     | 18,50 |       |
| 12.     | Henrik Wennberg     | Szwecja           | 17,76     | 18,38     | 18,04     | 18,38 |       |
| 13.     | Christian Nebl      | Austria           | 17,72     | 18,33     | X         | 18,33 |       |
| 14.     | Sergey Kot          | Uzbekistan        | X         | X         | 17,03     | 17,03 |       |
| 15.     | Aufata Faleata      | Samoa             | X         | X         | 11,04     | 11,04 |       |
| –       | Konstandinos Kolias | Grecja            | X         | X         | X         | NM    |       |

### Finał
| Miejsce | Zawodnik           | Państwo           | Podejście | Podejście | Podejście | Podejście | Podejście | Podejście | Wynik | Uwagi |
| Miejsce | Zawodnik           | Państwo           | #1        | #2        | #3        | #4        | #5        | #6        | Wynik | Uwagi |
| ------- | ------------------ | ----------------- | --------- | --------- | --------- | --------- | --------- | --------- | ----- | ----- |
| 01 !    | John Godina        | Stany Zjednoczone | 21,47     | 20,54     | 19,82     | 19,26     | 19,97     | –         | 21,47 |       |
| 02 !    | Mika Halvari       | Finlandia         | 20,22     | X         | 20,19     | 20,33     | 20,93     | 20,35     | 20,93 |       |
| 03 !    | Randy Barnes       | Stany Zjednoczone | 19,47     | 20,22     | 20,41     | X         | X         | X         | 20,41 |       |
| 4.      | Ołeksandr Bahacz   | Ukraina           | 20,38     | 20,23     | 20,27     | 20,28     | X         | 20,16     | 20,38 |       |
| 5.      | Brent Noon         | Stany Zjednoczone | 20,13     | 19,19     | X         | 19,59     | X         | 20,01     | 20,13 |       |
| 6.      | Oliver-Sven Buder  | Niemcy            | 20,11     | X         | 20,04     | X         | 19,45     | X         | 20,11 |       |
| 7.      | Roman Wirastiuk    | Ukraina           | 19,66     | 18,94     | 19,13     | X         | X         | X         | 19,66 |       |
| 8.      | Dźmitry Hanczaruk  | Białoruś          | 19,38     | 19,21     | 19,30     | 19,22     | X         | X         | 19,38 |       |
| 9.      | Paolo Dal Soglio   | Włochy            | X         | X         | 19,38     | 19,30     | X         | X         | 19,38 |       |
| 10.     | Markus Koistinen   | Finlandia         | 19,34     | X         | 18,83     | NQ        | NQ        | NQ        | 19,34 |       |
| 11.     | Bilal Saad Mubarak | Katar             | 18,56     | 18,52     | X         | NQ        | NQ        | NQ        | 18,56 |       |
| 12.     | Ołeksandr Kłymenko | Ukraina           | 18,26     | 18,23     | X         | NQ        | NQ        | NQ        | 18,26 |       |